# Вавринец (село)
Вавринец (словац. Vavrinec) — село и одноимённая община в районе Вранов-над-Топлёу Прешовского края Словакии. В письменных источниках начинает упоминаться с 1363 года.

## География
Село расположено в южной части края, в южной части Низких Бескид, при автодороге 3630. Абсолютная высота — 282 метра над уровнем моря. Площадь муниципалитета составляет 5,45 км².

## Население
| Год:                | 1994 | 2004     | 2014    | 2024    |
| ------------------- | ---- | -------- | ------- | ------- |
| Количество человек: | 81   | 63       | 60      | 59      |
| Разница:            |      | −22,22 % | −4,76 % | −1,66 % |

По данным последней официальной переписи 2011 года, численность населения Вавринца составляла 62 человека.